# Evenaar (musical)
Evenaar is de derde musicalproductie van Jos Brink en zijn partner Frank Sanders. De première vond plaats op 14 oktober 1983 in de Stadsschouwburg van Haarlem.

## Verhaal
Evenaar handelt over succesvol televisiepresentatrice Claartje van Dijk (Simone Kleinsma) die wil scheiden van haar man, Bob van Dijk (Jos Brink), een derderangs schrijver zonder inspiratie. Ze blijven echter in hetzelfde huis wonen en Bob besluit om de huiskamer te scheiden door middel van een witte lijn (de evenaar). Al snel proberen zowel Claartje als Bob elkaar de ogen uit te steken met diverse minnaars en minnaressen. Uiteindelijk blijkt alles uit misverstanden te bestaan en besluiten Claartje en Bob het opnieuw te proberen.

## Cast
| Personage         | Acteur              |
| ----------------- | ------------------- |
| Bob van Dijk      | Jos Brink           |
| Claartje van Dijk | Simone Kleinsma     |
| Aloysius          | Frank Sanders       |
| Pim               | Fred Butter         |
| Mickey            | Lucie de Lange      |
| Zuster Borst      | Mary Michon         |
| Roy               | Leendert Walig      |
| Oma               | Georgette Hagedoorn |